# Selus
L'espressione selus indica, genericamente, un insieme di giochi della famiglia del mancala giocati nel corno d'Africa (in particolare Eritrea, Gibuti e Somalia) su tavolieri con 3 file di buche. Questi giochi appartengono quindi alla relativamente rara famiglia dei "mancala III". Dei 103 mancala del corno d'Africa descritti da R. Pankhurst in un eccellente articolo del 1971 (vedi bibliografia), 12 erano mancala III o selus.